# Nomophila heterospila
Nomophila heterospila là một loài bướm đêm trong họ Crambidae.